# マル勝PCエンジン
『勝PCエンジン』（まるかつぴーしーえんじん）は、角川書店が刊行していたNECホームエレクトロニクスの家庭用ゲーム機・PCエンジン専門ゲーム雑誌。

## 沿革
『マル勝ファミコン』の姉妹誌として1988年11月29日に創刊（同日、小学館も『月刊PCエンジン』を創刊している）。両誌は『マル勝ファミコン』が発行していたクーポン券「MAC（Marukatsu Attack Card）」を共通発行するなど、他社の機種別ゲーム雑誌と比べても特に強い結び付きがあった。
また読者参加型ゲーム「ファージアスの邪皇帝」や「女神スタジアム」のコーナーも連載していた。
1990年8月号より、それまで誌上の「ゲームの達人」コーナーなどでイラストを担当していた、イラストレーターの佐々木晃（TONG KING SHOW）が表紙イラストを担当するようになる。それまでゲームの達人のコーナーで使われ読者人気の高かった、うさぎモチーフの女の子キャラのラビィがイメージキャラクターとなり、1993年1月号まで毎号本誌の表紙を飾っていた。

## 雑誌の終焉とその後
編集を担当していた角川メディアオフィスの社員が一斉に退社して独立し、メディアワークス（現・KADOKAWAアスキー・メディアワークス事業局）を設立（いわゆる角川お家騒動）して、1992年12月に『電撃PCエンジン』（のちの『電撃G'sマガジン』→現在の『LoveLive!Days』）を創刊する。
この突然の事態により本誌の存続自体が危ぶまれたが、外部の編集プロダクションのマイクロデザイン第2編集部に編集作業を発注し引き継がれ雑誌の発行は存続する。しかしながら、記事を執筆していたライター陣の総入れ替え、それまで連載していた企画のほとんどが打ち切られるなど、図らずも読者には何の予告も無い形で突然の大幅リニューアルを強いる形となった。
それまで本誌の表紙イラストのデザインを担当していた佐々木は、そのままスライドする形で競合誌となった『電撃PCエンジン』の表紙デザインを担当という流れとなったため、1993年2月号よりイラストレーターの藤岡勝利が新たに表紙デザインを担当するようになった。
なお、『電撃PCエンジン』のイメージキャラクターは創刊から半年ほどは羊モチーフの女の子キャラだったが、1993年7月号より『マル勝PCエンジン』時代と同じウサギモチーフのラビィになった。
リニューアル後は雑誌の発行は継続するも、『電撃PCエンジン』側が本誌の読者参加企画だった「女神スタジアム」の事実上リニューアル企画である「女神天国」を開始したことなどもあり、読者をほとんど総ざらえに近い形で持って行かれ部数は低迷。1994年1月30日（『月刊PCエンジン』最終号と同日）発売の3月号で休刊し、本誌は創刊から5年2か月の歴史の幕を閉じた。

## 連載作品

### 読者参加企画
- 水晶の王者（ゲームデザイン : 遊演体、シナリオ : 小泉雅也、絵 : 中村博文）: 1989年1月号 - 9月号
- 黄昏狩人〈トワイライト・ハンター!〉（シナリオ : 姫崎せりか、絵 : 内田美奈子）: 1989年11月号 - 1990年7月号（奇数月掲載）
- さまよえる白金宮〈プラチナム・パレス〉（ゲームデザイン : 遊演体、シナリオ : 小泉雅也、絵 : 中村博文）: 1989年12月号 - 1990年8月号（偶数月掲載）
- ガイナウォーズ（企画・原案 : G/F PROJECT、システムデザイン・プログラム : ヒューマン、コミック : 高長歩）: 1990年12月号 - 1991年12月号（偶数月掲載）
- ファージアスの邪皇帝（企画・原案 : G/F PROJECT、システムデザイン・プログラム : ヒューマン、コミック : 薄葉士郎、絵 : 立神洋子・足立光）: 1991年1月号 - 1992年1月号（奇数月掲載）
- 女神スタジアム（キャラクターデザイン : 好実昭博・宮須弥、文芸 : きくたけ）: 1992年5月号 - 1993年1月号
- 大気圏突破アストロチャレンジ（監修 : 桐生那智、企画 : 楠原笑美・上原尚子・阪本良太・祥海、イラスト : 小林吏人・後藤隆之、制作 : GLAMS）: 1993年2月号 - 4月号
- 宮廷狂想曲 ぷるぷるラプソディ（企画 : 菊池たけし、絵 : 桧月いかる・紗川麻理・思いあたる）: 1993年3月号 - 1994年3月号
- ブルーフォレスト神話（原作 : 伏見健二、絵 : 佐々野悟・相沢美良）: 1993年4月号 - 1994年3月号

### 小説
- サイバーナイト 漂流・銀河中心星域（作 : 山本弘とグループSNE）: 1989年9月号 - 1991年9月号
- Ga-Ryu（著 : 飯淳、絵 : 木村明広）: 1991年11月号 - 1992年4月号
- TOKYO DUNGEON 暗黒のビジョン（著：デビット・L・アーソン、原案：ロー・R・アダムズIII世、訳：多摩豊、絵：☆よしみる） ：1992年5月号 - 12月号
- M（著：渡辺浩弐、絵：こばやしひよこ・もちつきうさぎ） ：1993年5月号 - 11月号

### 漫画
- ムッシュ・ゴリグリ鈴木・ド・ヤコペッティの優雅な生活（作 : しろー大野）: 1989年9月号 - 1992年12月号
- ロードス島戦記 ファリスの聖女（作 : 山田章博）: 1991年6月号 - 1993年12月号
- 正義の妖精 繁盛記（作 : 雛あびる）: 1993年2月号 - 11月号
- イース 太陽の仮面（作 : 奥田ひとし）: 1993年3月号 - 1994年3月号
- RPGしませぅ（作 : フクちゃん）: 1993年3月号
- 爆裂ダイナマイトボディ（作 : 藤窪ひゃっほう）: 1993年5月号

## マル勝メガドライブ
1992年より『マル勝PCエンジン』（同誌の休刊後は『マル勝スーパファミコン』）増刊として刊行された隔月誌。『電撃メガドライブ』よりも刊行時期は長かったが、1994年3月に休刊。